# Så mycket bättre (säsong 12)
Den tolfte säsongen av Så mycket bättre sändes på TV4 under hösten 2021. 

## Medverkande
Säsongen behöll det nya programformatet som introducerades under jubileumssäsongen, där endast ett fåtal artister (s.k. värdar) medverkade i samtliga  avsnitt, medan resten av ensemblen roterade genom programmets gång. Detta var dock den första säsongen sedan formatet blev förnyat där ingen av artisterna hade medverkat under någon tidigare säsong.
Värdparet som medverkade i alla åtta program var Melissa Horn och Thomas Stenström. De övriga deltagarna var Cherrie, Gustaf Norén, Viktor Norén, Peter Jöback, Siw Malmkvist, Casper Janebrink, Maxida Märak, Andreas Mattsson, Daniel Adams-Ray, Moonica Mac, Harpo och Marie Nilsson Lind.

### Medverkande per program
| Artister              | Avsnitt 1 | Avsnitt 2 | Avsnitt 3 | Avsnitt 4 | Avsnitt 5 | Avsnitt 6 | Avsnitt 7 | Avsnitt 8 |
| --------------------- | --------- | --------- | --------- | --------- | --------- | --------- | --------- | --------- |
| Melissa Horn          | 8 av 8    | 8 av 8    | 8 av 8    | 8 av 8    | 8 av 8    | 8 av 8    | 8 av 8    | 8 av 8    |
| Thomas Stenström      | 8 av 8    | 8 av 8    | 8 av 8    | 8 av 8    | 8 av 8    | 8 av 8    | 8 av 8    | 8 av 8    |
| Cherrie               | 5 av 8    | 5 av 8    | 5 av 8    | 5 av 8    | 5 av 8    |           |           |           |
| Gustaf & Viktor Norén | 4 av 8    | 4 av 8    | 4 av 8    | 4 av 8    |           |           |           |           |
| Peter Jöback          | 4 av 8    | 4 av 8    | 4 av 8    | 4 av 8    |           |           |           |           |
| Siw Malmkvist         | 2 av 8    | 2 av 8    |           |           |           |           |           |           |
| Casper Janebrink      |           | 4 av 8    | 4 av 8    | 4 av 8    | 4 av 8    |           |           |           |
| Maxida Märak          |           |           | 4 av 8    | 4 av 8    | 4 av 8    | 4 av 8    |           |           |
| Andreas Mattsson      |           |           |           | 5 av 8    | 5 av 8    | 5 av 8    | 5 av 8    | 5 av 8    |
| Daniel Adams-Ray      |           |           |           |           | 4 av 8    | 4 av 8    | 4 av 8    | 4 av 8    |
| Moonica Mac           |           |           |           |           | 4 av 8    | 4 av 8    | 4 av 8    | 4 av 8    |
| Harpo                 |           |           |           |           |           | 3 av 8    | 3 av 8    | 3 av 8    |
| Marie Nilsson Lind    |           |           |           |           |           |           | 2 av 8    | 2 av 8    |

## Avsnitt

### Avsnitt 1
- Siw Malmkvist - "Smek mig mjukt i ansiktet" (Thomas Stenströms låt "Slå mig hårt i ansiktet")[3]
- Cherrie - "Mamma är lik sin mamma" (Siw Malmkvists låt, originalet "Sadie (The Cleaning Lady)" av John Farnham med svensk text av Stikkan Andersson)[4]
- Peter Jöback - "Falla fritt" (Melissa Horns låt)[5]
- Melissa Horn - "Lämna honom" (Cherries låt "Lämna han")[6]
- Gustaf & Viktor Norén - "Guldet blev till sand" (Peter Jöbacks låt, skriven av Benny Andersson och Björn Ulvaeus)[7]
- Thomas Stenström med Carl Norén - "Sweet Jackie" (svensk version av Viktor Noréns låt)[8]

### Avsnitt 2
- Melissa Horn - "Aldrig vågat" (Thomas Stenströms låt)[9]
- Thomas Stenström - "Drömmare" (svensk version av Peter Jöbacks låt "Higher")[10]
- Gustaf & Viktor Norén - "Sånger från dig" (Siw Malmkvists låt "Tunna skivor", originalet "Everybody's Somebody's Fool" av Connie Francis)[11]
- Casper Janebrink - "Som jag hade dig förut" (Melissa Horns låt)[12]
- Peter Jöback - "Slå mig fri" (svensk version av Gustaf & Viktor Noréns låt "Let Me In")[13]
- Cherrie - "Stockholm i natt" (Peter Jöbacks låt)[14]

Siw Malmkvist deltog i avsnittet men framförde inget bidrag, och närvarande inte vid kvällens middag till följd av en förkylning.

### Avsnitt 3
- Peter Jöback - "Sju vackra gossar" (Siw Malmkvists låt)[15]
- Siw Malmkvist - "Samma flod" (svensk version av Gustaf & Viktor Noréns låt "Higher Love")[16]
- Cherrie - "Röda himlar" (Thomas Stenströms låt)[17]
- Thomas Stenström - "Du kommer sakna mig mindre och mindre" (Melissa Horns låt "Jag saknar dig mindre och mindre")[18]
- Gustaf & Viktor Norén med K27 - "Aldrig igen" (Cherries låt "Aldrig igen (må sådär)")[19]
- Maxida Märak - "Eloise" (Casper Janebrinks låt)[20]

Casper Janebrink och Melissa Horn deltog i avsnittet men framförde inga bidrag. Siw Malmkvist kunde inte delta till följd av en förkylning, men fick trots sin frånvaro både en egen låt tolkad och sin egen tolkning av bröderna Noréns låt uppspelad i avsnittet.

### Avsnitt 4
- Casper Janebrink - "Soluppgång" (svensk version av Gustaf & Viktor Noréns låt "Rise Again")[21]
- Melissa Horn - "Lova ingenting" (Maxida Märaks låt)[22]
- Gustaf & Viktor Norén - "Musiken är mitt liv" (Casper Janebrinks låt "Bo Diddley")[23]
- Maxida Märak - "Jag kommer hem igen till slut" (Peter Jöbacks låt "Jag kommer hem igen till jul")[24]
- Andreas Mattsson - "Känns som 85" (Cherries låt "Känns som 05")[25]
- Peter Jöback - "Elvis, Einstein & jag" (Thomas Stenströms låt)[26]

Cherrie och Thomas Stenström deltog i avsnittet men framförde inga bidrag.

### Avsnitt 5
- Moonica Mac - "Kom till mig" (Casper Janebrinks låt "Kom till mej", originalet "Run to Me" av Bee Gees med svensk text av Ingela Forsman)[27]
- Cherrie - "I Do" (Casper Janebrinks låt)[28]
- Maxida Märak - "Änglar" (Cherries låt)[29]
- Melissa Horn - "Dum av dig" (Daniel Adams-Rays låt)[30]
- Daniel Adams-Ray med Nik Märak - "Skotthål" (tolkning av Maxida Märaks jojk "Jåhkåmåhkke")[31]
- Arvingarna - "Prinsessan" (svensk version av Andreas Mattssons låt "Hey Princess")[32]

Andreas Mattsson och Thomas Stenström deltog i avsnittet men framförde inga bidrag.

### Avsnitt 6
- Maxida Märak - "Lät du henne komma närmre" (Melissa Horns låt)[33]
- Harpo - "Stark & sårbar" (Moonica Macs låt)[34]
- Melissa Horn - "Parklands" (delvis översatt version av Andreas Mattssons låt)[35]
- Daniel-Adams Ray - "Gråt inte mer" (svensk version av Andreas Mattssons låt "Cry No More Tears")[36]
- Andreas Mattsson - "Isabel" (Daniel Adams-Rays låt)[37]
- Thomas Stenström - "Moviestar" (svensk version av Harpos låt)[38]

Moonica Mac deltog i avsnittet men framförde inget bidrag.

### Avsnitt 7
- Harpo - "Sunkissed" (Andreas Mattssons låt)[39]
- Moonica Mac med Sara Parkman, Vilma Flood och Janice - "Lassie" (Marie Nilsson Linds låt)[40]
- Thomas Stenström - "Till slutet av augusti" (Moonica Macs låt)[41]
- Daniel Adams-Ray - "Forever Young" (Thomas Stenströms låt)[42]
- Andreas Mattsson - "Innan livet är förbi" (Marie Nilsson Linds låt)[43]
- Marie Nilsson Lind med Ainbusk - "Anropar himlen" (svensk version av Daniel Adams-Rays och Aviciis låt "Somewhere in Stockholm")[44]

Melissa Horn deltog i avsnittet men framförde inget bidrag.

### Avsnitt 8
- Andreas Mattsson - "Jag drömmer" (svensk version av Harpos låt "Horoscope")[45]
- Marie Nilsson Lind - "Sayonara" (delvis översatt version av Harpos låt)[46]
- Daniel Adams-Ray - "Fast för alltid" (svensk version av Andreas Mattssons låt "Not Forever")[47]
- Moonica Mac - "Månen" (Thomas Stenströms låt "Ser du månen där du är ikväll? (Tillsammans igen)", originalet den traditionella folkvisan "Auld Lang Syne")[48]
- Harpo - "Du brukade kalla mig för baby" (Melissa Horns och Kaahs låt)[49]
- Melissa Horn - "Älska mig"  (Marie Nilsson Linds låt)[50]
- Thomas Stenström med Miriam Bryant - "Gubben i lådan" (Daniel Adams-Rays låt)[51]

## Tittarsiffror
| Avsnitt | Datum            | Tittarsiffror |
| ------- | ---------------- | ------------- |
| 1       | 30 oktober 2021  | 1 685 000     |
| 2       | 6 november 2021  | 1 573 000     |
| 3       | 13 november 2021 | 1 530 000     |
| 4       | 20 november 2021 | 1 459 000     |
| 5       | 27 november 2021 | 1 330 000     |
| 6       | 4 december 2021  | 1 184 000     |
| 7       | 11 december 2021 | 1 134 000     |
| 8       | 18 december 2021 | 1 131 000     |

## Listplaceringar
| Artist                | Låt                                     | Topp-placering | Topp-placering | Topp-placering    |
| Artist                | Låt                                     | DigiListan     | Svensktoppen   | Sverigetopplistan |
| --------------------- | --------------------------------------- | -------------- | -------------- | ----------------- |
| Cherrie               | "Mamma är lik sin mamma"                | —              | —              | 78                |
| Cherrie               | "Röda himlar"                           | —              | —              | 81                |
| Cherrie               | "Stockholm i natt"                      | —              | —              | 26                |
| Daniel Adams-Ray      | "Fast för alltid"                       | —              | —              | 79                |
| Daniel Adams-Ray      | "Gråt inte mer"                         | —              | —              | 76                |
| Daniel Adams-Ray      | "Skotthål"                              | 14             | —              | 25                |
| Gustaf & Viktor Norén | "Aldrig igen" (feat. K27)               | —              | —              | 88                |
| Gustaf & Viktor Norén | "Guldet blev till sand"                 | 27             | 7              | —                 |
| Gustaf & Viktor Norén | "Sånger från dig (Tunna skivor)"        | —              | —              | 77                |
| Maxida Märak          | "Eloise"                                | —              | —              | 60                |
| Melissa Horn          | "Aldrig vågat"                          | —              | —              | 18                |
| Melissa Horn          | "Dum av dig"                            | —              | —              | 48                |
| Melissa Horn          | "Lova ingenting"                        | 49             | —              | 42                |
| Melissa Horn          | "Lämna honom"                           | 8              | 2              | 3                 |
| Melissa Horn          | "Parklands"                             | 48             | —              | 56                |
| Melissa Horn          | "Älska mig"                             | —              | —              | 92                |
| Thomas Stenström      | "Drömmare"                              | —              | —              | 22                |
| Thomas Stenström      | "Du kommer sakna mig mindre och mindre" | —              | —              | 12                |
| Thomas Stenström      | "Gubben i lådan" (med Miriam Bryant)    | —              | —              | 47                |
| Thomas Stenström      | "Sweet Jackie"                          | 26             | 8              | 19                |
| Thomas Stenström      | "Till slutet av augusti"                | —              | —              | 97                |

## Fotnoter